# Pieleduj
Pieleduj (ros. Пеледуй) – osiedle typu miejskiego w azjatyckiej części Rosji (Jakucja) w ułusie leńskim.
Leży na Płaskowyżu Nadleńskim u ujścia rzeki Pieleduj do Leny, ok. 930 km na zachód od Jakucka; 5 tys. mieszkańców (1989). Ośrodek regionu wydobycia soli kamiennej; przemysł drzewny; baza remontowa i przystań rzeczna.